# هاک‌وون ری
هاک‌وون ری (به انگلیسی: Hak-Won Ri) زاده ۲۲ نوامبر ۱۹۸۴، کشتی گیر کشور کره شمالی است. از افتخارات وی می‌توان به کسب مدال برنز بازی‌های آسیایی ۲۰۱۴ اشاره کرد.